# Liste von Autoren
Diese Liste ist eine Sammlung von Autoren aller Gattungen, d. h. sowohl von Autoren schöngeistiger Literatur als auch von Essayisten und Sachbuchautoren. Sie erhebt keinen Anspruch auf Vollständigkeit. Die Liste ist aufgeteilt in Unterlisten, sortiert nach den Anfangsbuchstaben der Nachnamen: